# Psychopsis insolens
Psychopsis insolens är en insektsart som beskrevs av Robert McLachlan 1863.
Psychopsis insolens ingår i släktet Psychopsis och familjen Psychopsidae. Inga underarter finns listade i Catalogue of Life.